# Clyde Fitch

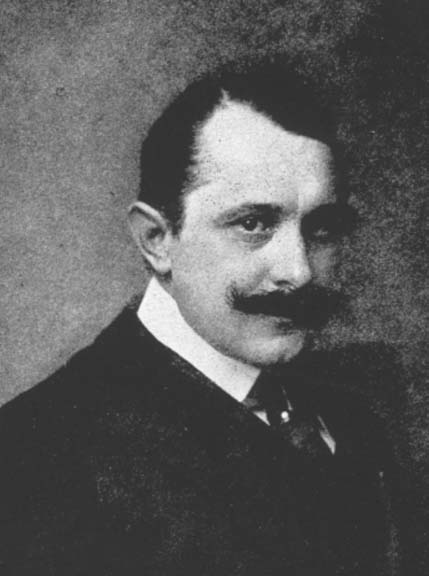
Clyde Fitch c. 1900

Clyde Fitch (Elmira, 2 mei 1865 – Châlons-en-Champagne, 4 september 1909) was een van de eerste Amerikaanse toneelschrijvers die hun stukken publiceerden. Hij schreef meer dan 60 toneelstukken, waaronder 36 oorspronkelijke werken. De genres varieerden van komedies en kluchten tot melodrama's en historische drama's. 

## Biografie
Clyde Fitch werd geboren als William Clyde Fitch. Hij was de zoon van Alice Clark en kapitein William G. Fitch, die als officier had meegevochten in de Amerikaanse Burgeroorlog, en het enige kind van zijn ouders dat niet op jeugdige leeftijd overleed. In 1886 studeerde Fitch af aan het Amherst College, waar hij lid was van de fraterniteit Chi Psi. Zijn latere carrière als toneelschrijver bracht hem meer dan 250.000 Amerikaanse dollar op, in een tijd dat een dollar een volledig dagloon was. In het Broadway theatre werden een keer vijf stukken van hem tegelijkertijd opgevoerd. 
Tot zijn vriendenkring behoorde de intereurarchitecte Elsie de Wolfe. Daarnaast heeft Flitch mogelijk een kortstondige relatie met Oscar Wilde gehad. 
Fitch kreeg aanvallen van blindedarmontsteking, maar hij wilde zich niet door artsen in Amerika laten opereren. In plaats daarvan vertrouwde hij op Europese artsen die hem vertelden dat hij zonder chirurgische ingreep kon genezen. Tijdens een verblijf in het Hotel de la Haute Mère de Dieu in Châlons-en-Champagne kreeg Fitch een naar achteraf bleek fatale aanval. Hij werd ter plekke geopereerd en stierf vervolgens aan de gevolgen van een bloedvergiftiging. Zijn lichaam werd in eerste instantie begraven en later gecremeerd. Zijn as werd bewaard in een door Fitch' moeder ontworpen sarcofaag, waar later ook de as van zijn ouders aan werd toegevoegd. 

## Werk

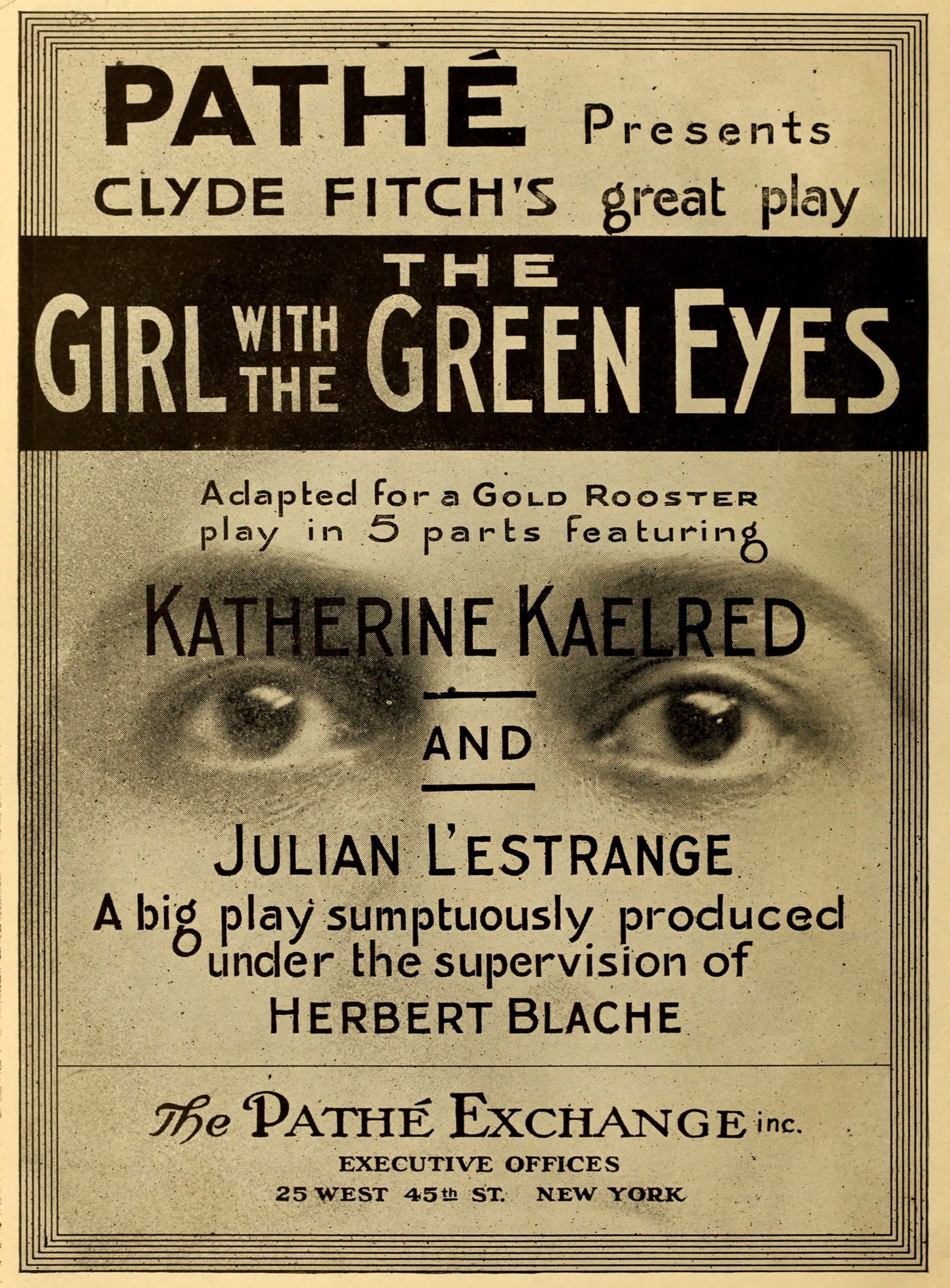
The Girl With the Green Eyes (1916)

Fitch' eerste toneelstuk van betekenis was Beau Brummell (1890). Hierin speelde Richard Mansfield de titelrol. Het toneelstuk Masked Ball uit 1892 was een bewerking van Le Veglione van Alexandre Bisson. Charles Frohman was hiervan de producer, en dit was het eerste toneelstuk waarin zowel Maude Adams als John Drew Jr. meespeelden. In 1900 schreef Fitch de opera Captain Jinks of the Horse Marines, waarin Ethel Barrymore meespeelde en zo aan haar succesvolle carrière begon. Andere bekende werken van Fitch zijn: Nathan Hale (1898), The Climbers (1901), The Girl with the Green Eyes (dat in 1902 108 keer werd opgevoerd in het Savoy Theatre in de City of Westminster en waarin Robert Drouet John Austin speelde), The Woman In the Case, (ook met Drouet, dit stuk werd in 1905 89 keer opgevoerd in het Herald Square Theatre), The truth (1907) en The City (1909). In 1906 schreef Fitch samen met Edith Wharton de dramaversie van Whartons roman The House of Mirth.     